# 상한과 하한

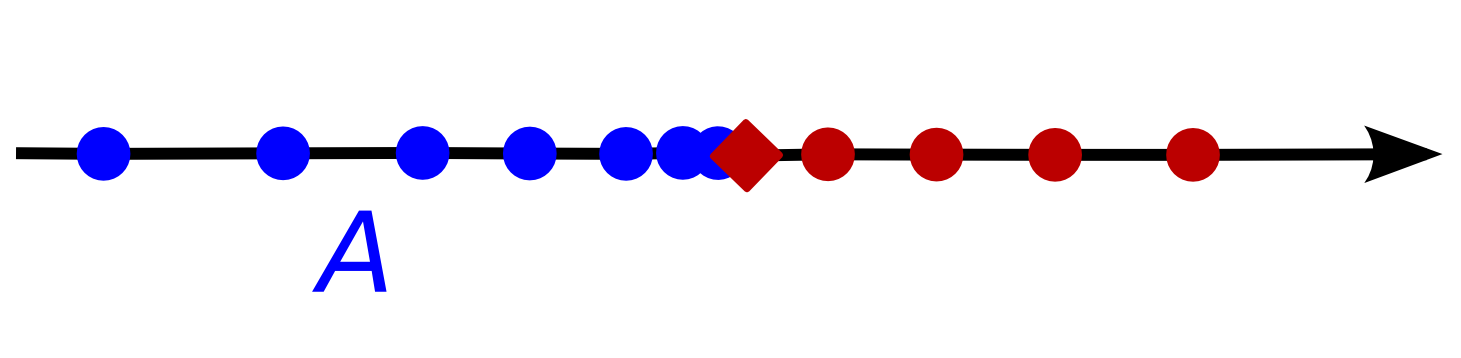
집합 의 모든 원소가 파란색으로 표시되어 있다. 임의의 빨간색 원소는 모든 파란색 원소보다 크거나 같고, 그 중에서 가장 작은 빨간색 값(다이아몬드)이 최소 상계가 된다.

순서론에서, 어떤 집합 T의 부분 집합 S에 대해 S의 상한(上限, 영어: supremum 슈프리멈[*]) 또는 최소 상계(最小上界, 영어: least upper bound, LUB)는 T의 원소 중 S의 모든 원소보다 큰 최소의 원소 (최소 상계)를 말한다. 마찬가지로, 하한(下限, 영어: infimum 인파이멈[*]) 또는 최대 하계(最大下界, 영어: greatest lower bound, GLB)는 T의 원소 중 S의 모든 원소보다 작은 최대의 원소 (최대 하계)를 말한다.

## 정의

### 상계와 하계
원순서 집합 {\displaystyle (P,\lesssim )}의 부분 집합 {\displaystyle S\subset P}의 상계(上界, 영어: upper bound) {\displaystyle p\in P}는 다음 성질을 만족시키는 원소이다.
- 모든 {\displaystyle s\in S}에 대하여, {\displaystyle s\lesssim p}이다.

원순서 집합 {\displaystyle (P,\lesssim )}의 부분 집합 {\displaystyle S\subset P}의 하계(下界, 영어: lower bound) {\displaystyle p\in P}는 다음 성질을 만족시키는 원소이다.
- 모든 {\displaystyle s\in S}에 대하여, {\displaystyle s\gtrsim p}이다.

### 상한과 하한
원순서 집합 {\displaystyle (P,\lesssim )}의 부분 집합 {\displaystyle S\subset P}의 상한 {\displaystyle s\in P}는 다음 두 성질을 만족시키는 원소이다.
- {\displaystyle S}의 상계이다.
- 모든 {\displaystyle p\in P}에 대하여, 만약 {\displaystyle p}가 {\displaystyle S}의 상계라면, {\displaystyle p\gtrsim s}이다.

원순서 집합 {\displaystyle (P,\lesssim )}의 부분 집합 {\displaystyle S\subset P}의 하한 {\displaystyle i\in P}는 다음 두 성질을 만족시키는 원소이다.
- {\displaystyle S}의 하계이다.
- 모든 {\displaystyle p\in P}에 대하여, 만약 {\displaystyle p}가 {\displaystyle S}의 하계라면, {\displaystyle i\gtrsim p}이다.

즉, 어떤 집합의 상한은 그 상계들의 집합의 최소 원소이며, 하한은 그 하계들의 집합의 최대 원소이다.
모든 부분 집합이 상한과 하한을 갖는 부분 순서 집합을 완비 격자라고 한다.

## 성질
임의의 원순서 집합에서, 정의에 따라, 공집합 {\displaystyle \varnothing \subseteq P}의 상한은 (만약 존재한다면) {\displaystyle P}의 최소 원소이며, 공집합 {\displaystyle \varnothing \subseteq P}의 하한은 (만약 존재한다면) {\displaystyle P}의 최대 원소이다.

### 유일성
원순서 집합의 최소 원소들은 서로 동치이며, 따라서 어떤 집합의 상한의 동치류는 (만약 존재한다면) 유일하다. 이는 하한도 마찬가지다.
만약 {\displaystyle P}가 부분 순서 집합이라면, 최소 원소 및 최대 원소는 유일하며, 이 경우 어떤 집합의 상한 또는 하한은 만약 존재한다면 유일하다. 이 경우 집합 {\displaystyle S}의 상한은 {\displaystyle \sup S} 또는 {\displaystyle \textstyle \bigvee S}로, 하한은 {\displaystyle \inf S} 또는 {\displaystyle \textstyle \bigwedge S}로 쓴다.

### 존재
부분 순서 집합의 부분 집합 {\displaystyle S}가 최대 원소 {\displaystyle \max S}를 갖는다면, 이 집합은 상한을 가지며, {\displaystyle \sup S=\max S}이다. 마찬가지로, 만약 최소 원소가 존재한다면 하한이 존재하며, 최소 원소와 하한은 같다.

## 예
실수의 전순서 집합에서, 모든 유계 집합은 상한과 하한을 갖는다. 반대로, 모든 유계 집합이 상한과 하한을 갖는 순서체는 실수체밖에 없다.
확장된 실수의 전순서 집합 {\displaystyle {\bar {\mathbb {R} }}=\mathbb {R} \sqcup \{-\infty ,+\infty \}}의 경우, 모든 부분 집합은 상한과 하한을 갖는다. 유계가 아닌 실수 집합의 상한·하한은 확장된 실수 집합으로서의 상한·하한을 말하는 것이다. 즉, 상계가 없는 실수 집합의 상한은 {\displaystyle +\infty }, 하계가 없는 실수 집합의 하한은 {\displaystyle -\infty }이다.
실수의 부분 집합으로서, 열린 구간 {\displaystyle (0,1)}은 상한 {\displaystyle 1}을 갖지만, 최대 원소를 갖지 않는다.

## 같이 보기
- 유계 집합
- 극대 원소와 극소 원소
- 상한공리